# رینات سافین
رینات سافین (روسی: Риннат Ибрагимович Сафин؛ ۲۹ اوت ۱۹۴۰ – ۲۲ اکتبر ۲۰۱۴) یک ورزشکار ورزش دوگانه اهل اتحاد شوروی بود.

## نتایج ورزش دوگانه

### بازی‌های المپیک
۱ مدال (۱ طلا)
| رویداد       | انفرادی | Relay |
| ------------ | ------- | ----- |
| 1972 Sapporo | ۴ام     | طلا   |

### مسابقات قهرمانی جهان
۶ مدال (۴ طلا، ۲ نقره)
| رویداد           | انفرادی | Relay |
| ---------------- | ------- | ----- |
| 1967 Altenberg   | ۴ام     | نقره  |
| 1969 Zakopane    | نقره    | طلا   |
| 1970 Östersund   | ۱۵ام    | طلا   |
| 1971 Hämeenlinna | ۵ام     | طلا   |
| 1973 Lake Placid | —       | طلا   |

*During Olympic seasons competitions are only held for those events not included in the Olympic program.